# HD75561
HD75561 — хімічно пекулярна зоря спектрального класу A2, що має видиму зоряну величину в смузі V приблизно  7,0.
Вона  розташована на відстані близько 352,2 світлових років від Сонця.